# Batalla de Suiyuan Occidental
La batalla de Suiyuan Occidental (chino simplificado: 绥西战役; chino tradicional: 綏西戰役; pinyin: Suíxī zhànyì) fue parte de la segunda guerra sino-japonesa. Se libró de enero a febrero de 1940, como parte de la ofensiva de invierno china de 1939.

## La batalla
En 1937, el gobierno chino recogió información de que los japoneses planeaban un país títere musulmán Hui alrededor de Suiyuan y Ningxia, y habían enviado agentes a la región.
El Middlesboro Daily News publicó un artículo de Owen Lattimore que informaba sobre la ofensiva planificada de Japón en la región musulmana en 1938, que predijo que los japoneses sufrirían una derrota aplastante masiva a manos de los musulmanes.
Los japoneses planearon invadir Ningxia desde Suiyuan en 1939 y crear un estado títere musulmán Hui. Al año siguiente, en 1940, los japoneses fueron derrotados militarmente por el general musulmán del Kuomintang Ma Hongbin, quien provocó el colapso del plan. Las tropas musulmanas Hui de Ma Hongbin lanzaron más ataques contra Japón en la Batalla de Suiyuan Occidental.
En Suiyuan, 300 musulmanes colaboradores que servían a los japoneses fueron combatidos por un solo musulmán que ocupó el rango de Mayor en la Batalla de Wulan Obo en abril de 1939.
Los generales musulmanes Ma Hongkui y Ma Hongbin defendieron el oeste de Suiyuan, particularmente Wuyuan en 1940 contra los japoneses. Ma Hongbin comandó el 81.º Cuerpo y sufrió numerosas bajas, pero finalmente rechazó a los japoneses y los derrotó.